# JetAudio
jetAudio — мультимедійний плеєр з додатковими функціями, такими як: конвертація аудіо, конвертація відео з можливістю обрізання, запис CD дисків, запис сигналу, підтримка пульта ДУ, будильник, таймер. 
jetAudio комплектуються всі портативні плеєри, що випускає Cowon.

## Можливості та особливості
- Широка функціональність і зручний інтерфейс
- Невелике споживання системних ресурсів
- 20-ти смуговий еквалайзер і вбудовані звукові ефекти: 
  - BBE і BBE ViVA
  - Reverb (реверберації): Hall, Room, Stadium, Stage
  - Wide (розширення)
  - X-Bass (додатковий бас)
  - FX (зміна фази): Flange, Invert Flange, Robot 1, Robot 2, Slow Chorus, Phase Shift, Invert Phase ** Shift
  - Speed (темп)
  - Pitch (тон)
- 32-бітова обробка звуку для досягнення найкращої якості
- Вбудований декодер: 
  - Відео: H.264/AVC, H263, Xvid, Dvix 4/5/6, Dvix 3, other MPEG4, FFDS, MP41, MP 42, MP 43, FLV1, VP3, VP5, VP6, VP6F, MPEG1, MPEG2, SVQ1 , SVQ3
  - Аудіо: MP3, MP1/MP2, AC3, Vorbis, AMR, AAC, DTS
- Підтримка Unicode
- Відтворення DVD-відео
- Можливість відтворювати два файли одночасно (відео-відео, відео-аудіо)
- Підтримка багатоканального звуку 7.1
- Плавний перехід — накладання однієї доріжки на іншу
- Можливість запису і копіювання звукових дисків із підтримкою CD-Text'у.
- Можливість створення закладок і послідовність відтворення
- Простий редактор тегів
- Відображення обкладинок альбому з використанням ефекту переходу
- Настроювання сполучень клавіш
- Підтримка субтитрів
- Можливість відновлення відтворення, включаючи для звукового CD
- Можливість програвання певного відрізка (A-Б)
- Динамічний контроль діапазону (DRC) (Автоматичне регулювання коливання рівня звуку при перегляді відео)
- Динамічний обмежувач (Автоматична регулювання максимального рівня звуку в 32-бітовому виведенні)
- Автоматична нормалізація рівня звуку (AGC)
- Звукозапис з датчиком тиші, еквалайзером, таймером
- Можливість використання Провідника Windows з jetAudio
- Вбудований перетворювач аудіо
- Два перетворювача відео
- Підтримка і створення синхронізованого тексту
- Аудіоножниці із застосуванням ефекту наростання / загасання звуку
- Пошук інформації про звуковий CD у базі даних Freedb
- Пошук тексту пісень в Інтернеті
- Підтримка перетягування файлів / папок
- Прослуховування інтернет-радіо
- Підтримка переносних пристроїв: 
  - iAudio і COWON
  - Windows Media
  - PSP і сумісні аудіопрогравачі
  - USB-накопичувачі
- Підтримка локалізацій (мовний пакет)
- Підтримка оболонок (Skins) і зорових образів
- Підтримка компактного режиму, включаючи систему автоприховування

## Підтримувані стандарти

### Аудіо формати
- Windows Sound (WAV)
- MPEG Audio (MP1, MP2, MP3) включаючи mp3PRO
- MPEG Audio Playlist (PLS, M3U)
- Windows Media Audio (WMA)
- Ogg Vorbis Audio (OGG)
- Apple Audio (AIF та AIFF)
- SUN Audio (AU and SND)
- RealMedia (RA, RAM, RM, RMM)
- MIDI (MID, RMI та KAR)
- IMS (Module Karaoke)
- Module Format (MOD, S3M, XM, MTM, STM, IT, ULT, 669, FAIR, MED, MDL, MDL, NST, OKT и WOW)
- Monkey’s Audio (APE)
- Musepack Audio (MPC)
- Free Lossless Audio Codec (FLAC)
- Speex (SPX)
- True Audio (TTA)
- WavPack Audio (WV)

### Відео формати
- Windows Video (AVI)
- MPEG Video (MPG, MPEG)
- Windows Media Video (ASF, WMV)
- DivX Video (AVI, DIVX), Ogg Media (OGM), Matroska Video (MKV), MP4 Video (MP4), Flash Video (FLV)[1]
- QuickTime (QT, MOV та MP4)[2]

## Виноски
1. ↑  Потрібний додатковий кодек
2. ↑  Потрібний QuickTime 4 або вищий